# Um Craque Chamado Divino
Um craque chamado Divino é um filme documentário brasileiro de 2006, escrito por Penna Filho e Cláudio Schuster e dirigido por Penna Filho. O filme é colorido e tem a duração de 81 minutos.
As filmagens foram feitas em 2005, ocorrendo nas cidades de São Paulo e Rio de Janeiro, além de possuir imagens de arquivo das emissoras de televisão Cultura, Bandeirantes e Canal 100, entre outras.

## Sinopse
O filme relata a carreira do jogador de futebol Ademir da Guia, o maior ídolo da história do Palmeiras que atou durante as décadas de 1960 e 1970. Conta com relatos de jogadores como Leivinha, Sócrates, Dudu, cronistas como Juca Kfouri, Fiori Gigliotti, Alberto Helena Júnior e o maestro e escritor Kleber Mazziero, biógrafo de Ademir. Começou a ser idealizado em 2002, porém só começou a ser produzido com o apoio da Petrobras. 